# Leigh-Allyn Baker

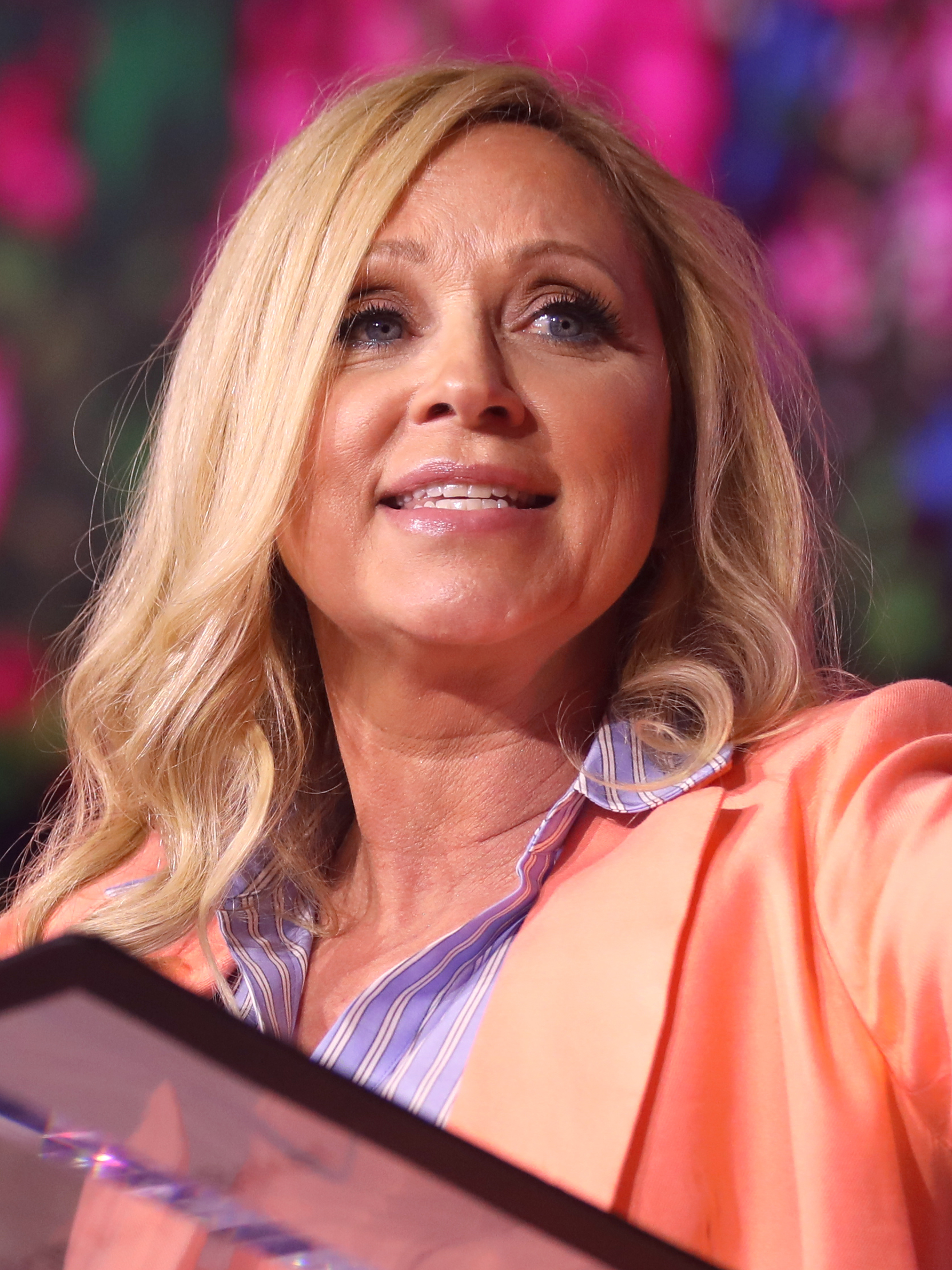
Leigh-Allyn Baker (2024)

Leigh-Allyn Baker (* 3. April 1972 in Murray, Kentucky) ist eine US-amerikanische Schauspielerin.

## Leben
Leigh-Allyn Baker wurde durch ihre Rollen in Charmed – Zauberhafte Hexen, als Ellen in Will & Grace und seit 2010 in der Sitcom Meine Schwester Charlie bekannt. Sie hatte zusammen mit Mia Talerico einen Auftritt in der Comedy-Sketch-Show So Random! und mehrere Gastauftritte in verschiedenen Folgen der Serie Hannah Montana. Baker spricht in der englischen Ausgabe von Barnyard – Der tierisch verrückte Bauernhof die braungefleckte Kuh Abby und hat bei mehreren Videospielen der Star-Trek- und X-Men-Reihe als Sprecherin mitgewirkt.
Leigh-Allyn Baker ist mit Keith James Kauffman verheiratet, mit dem sie 2012 ihren zweiten Sohn bekam.
Baker spricht sich gegen das Tragen eines Mund-Nasen-Schutzes aus, da es die Sauerstoffzufuhr zum Gehirn störe.

## Filmografie

### Filme
- 1994: Shrunken Heads
- 1995: Leprechaun 3 – Tödliches Spiel in Las Vegas (Leprechaun 3)
- 1997: Swing Blade (Kurzfilm)
- 1997: Breast Men (Fernsehfilm)
- 1997: Inner Shadow
- 1999: A Wake in Providence
- 2000: Very Mean Men
- 2003: Hagelsturm – Die Wetterkatastrophe (Frozen Impact, Fernsehfilm)
- 2004: The Crux (Kurzfilm)
- 2004: Triple Play (Fernsehfilm)
- 2005: Enough About Me (Fernsehfilm)
- 2011: Meine Schwester Charlie unterwegs – Der Film (Good Luck Charlie, It’s Christmas!)
- 2015: Bad Hair Day (Fernsehfilm)
- 2016: Wish for Christmas – Glaube an Weihnachten (Wish for Christmas)
- 2018: Runnin’ from My Roots
- 2021: Christmas in the Pines
- 2022: Family Camp
- 2023: Into the Spotlight
- 2023: Bringing Back Christmas

### Fernsehserien
- 1996: Zwei Singles im Doppelbett (Almost Perfect, eine Folge)
- 1996: The Last Frontier (zwei Folgen)
- 1997: Fired Up – Kreativ sein ist alles (Fired Up, eine Folge)
- 1998–1999: Charmed – Zauberhafte Hexen (Charmed, fünf Folgen)
- 1998–2018: Will & Grace (21 Folgen)
- 1999: Frauenpower (Family Law, eine Folge)
- 2000: Allein gegen die Zukunft (Early Edition, eine Folge)
- 2001: The Geena Davis Show (eine Folge)
- 2002: Yes, Dear (eine Folge)
- 2003: Die wilden Siebziger (That ’70s Show, eine Folge)
- 2005: Las Vegas (eine Folge)
- 2005: Boston Legal (eine Folge)
- 2006: American Dad (American Dad!, eine Folge, Stimme)
- 2006: Dr. House (House, eine Folge)
- 2006: King of Queens (The King of Queens, eine Folge)
- 2007: My Name Is Earl (eine Folge)
- 2007: In Case of Emergency (fünf Folgen)
- 2007–2009: Barnyard – Der tierisch verrückte Bauernhof (Back at the Barnyard, 61 Folgen, Stimme)
- 2008: 12 Miles of Bad Road (sechs Folgen)
- 2008–2009: Hannah Montana (zwei Folgen)
- 2010–2014: Meine Schwester Charlie (Good Luck Charlie, 100 Folgen)
- 2011: Die Pinguine aus Madagascar (The Penguins of Madagascar, eine Folge, Stimme)
- 2013: Jessie (eine Folge)
- 2013–2014: Jake und die Nimmerland Piraten (Jake and the Never Land Pirates, sechs Folgen, Stimme)
- 2014: Hund mit Blog (Dog With a Blog, eine Folge)
- 2014–2016: Die 7Z (The 7D, Stimme)
- 2017: Real Rob (zwei Folgen)
- 2019: Malibu Rescue (eine Folge)

## Videospiele
- 2000: Star Trek Voyager: Elite Force (Stimme)
- 2002: Command & Conquer: Renegade (Stimme)
- 2003: Star Trek: Elite Force II (Stimme)
- 2003: Zero: Akai chou (Stimmen)
- 2004: X-Men Legends (Stimme)
- 2004: EverQuest II (Stimmen)
- 2005: Law & Order: Criminal Intent (Stimmen)
- 2005: X-Men Legends II: Rise of Apocalypse (Stimme)
- 2006: Flushed Away (Stimme)
- 2006: Agatha Christie: Murder on the Orient Express (Stimmen)
- 2007: God of War II (Stimmen)
- 2007: Mass Effect (Stimmen)
- 2008: The Hardy Boys: The Hidden Theft (Stimmen)
- 2008: Tom Clancy’s EndWar (Stimme)
- 2008: Gears of War 2 (Stimmen)
- 2009: Halo Wars (Stimmen)
- 2009: G.I. Joe: The Rise of Cobra (Stimme)
- 2011: Star Wars: The Old Republic (Stimmen)
- 2012: The Secret World (Stimmen)
- 2013: The Secret World: Issue 8 – The Venetian Agenda (Stimmen)
- 2013: Raitoningu ritânzu: Fainaru fantajî XIII (Stimmen)
- 2014: The Secret World: Issue 9 – The Black Signal (Stimme)